# Grande deportazione degli acadiani

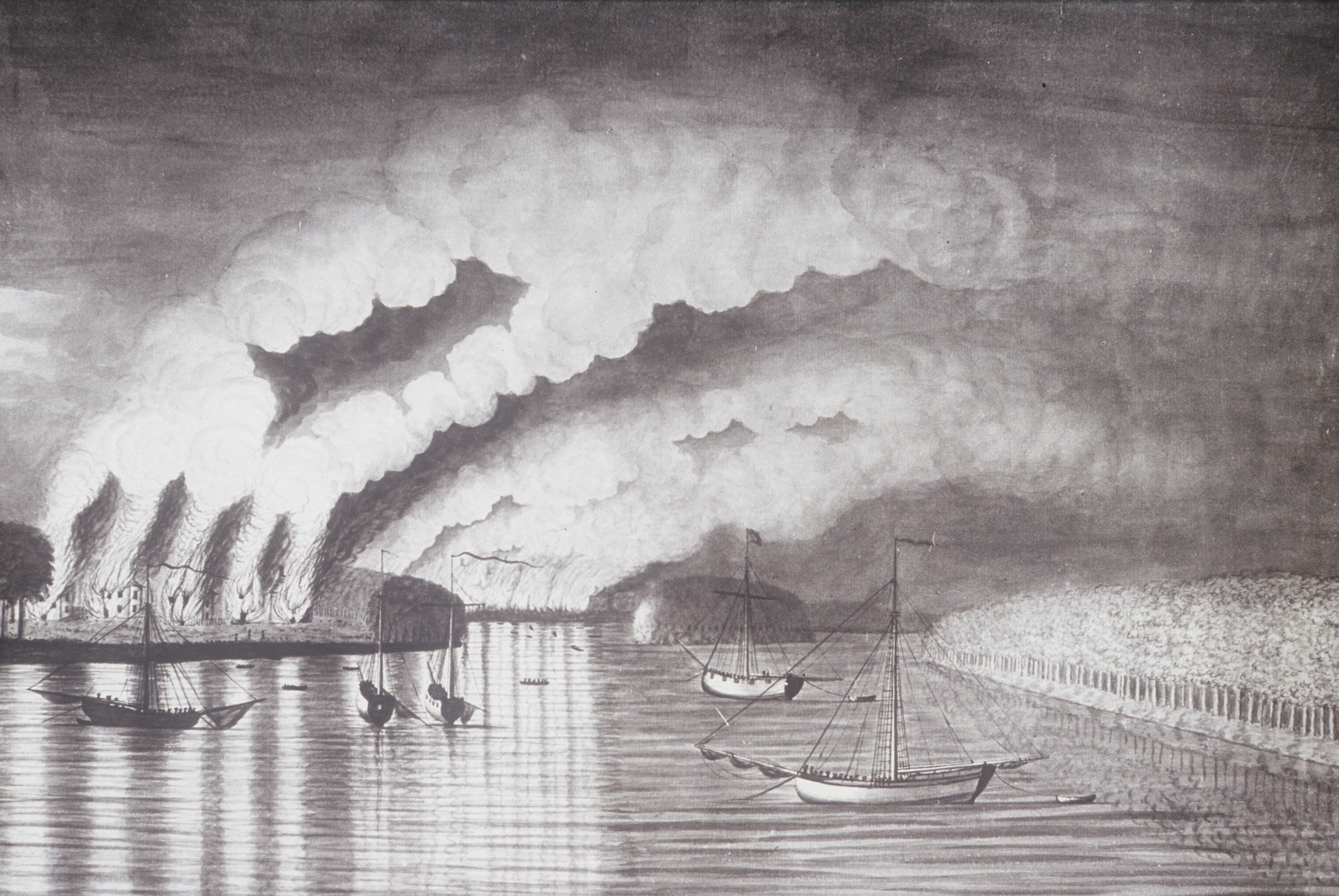
Campagna del fiume di San Giovanni: raid su Grimrose (oggi Gagetown). Questa è l'unica immagine contemporanea inerente all'espulsione degli acadiani

La grande deportazione degli acadiani fu un trasferimento forzato di acadiani (popolazione francofona che si era installata agli inizi del XVII secolo in Canada, nella regione dell'Acadia), avvenuto tra il 1755 e il 1763, nell'ambito della guerra franco-inglese. Questo provvedimento fu ordinato dal governatore Charles Lawrence. Fu una pulizia etnica, dato che migliaia di acadiani morirono in quegli anni e altrettanti furono dispersi nel Nord America e in Inghilterra.

## Storia
Con il trattato di Utrecht del 1713 l'Acadia passò sotto dominio britannico. Venne così creata la provincia della Nuova Scozia. La deportazione degli acadiani avvenne in un'epoca di grande tensione politica tra la Francia e la Gran Bretagna, culminata con lo scoppio della guerra dei sette anni. In precedenza il governo britannico chiese agli acadiani francofoni un atto di fedeltà. Gli acadiani, d'altra parte, offrirono la neutralità. Nel 1730 il governo britannico accettò il giuramento di neutralità. Nel 1749 Edward Cornwallis chiese ancora un atto di fedeltà e, sebbene senza successo, non prese iniziative drastiche. Peregrine Hopson continuò ad avere una politica conciliante con gli acadiani.
Quando Charles Lawrence occupò il posto di governatore della Nova Scozia, prese iniziative più decise verso gli acadiani, imponendo un atto di fedeltà verso il governo britannico. Dopo la conquista da parte britannica di Fort Beauséjour di circa trecento acadiani che combatterono per conto dei francesi, Lawrence fece un ultimo tentativo per convincere gli acadiani ad accettare l'atto di fedeltà, ma gli acadiani ancora una volta rifiutarono. Come conseguenza il governatore decise di deportare gli acadiani in varie parti del Nordamerica britannico, in Louisiana, in Francia e in Gran Bretagna.
Durante il 1755, circa settemila acadiani vennero deportati. I deportati furono tenuti in navi prigione per diverse settimane, prima di venire lasciati al loro destino. A migliaia ne morirono. Prima della deportazione si stima che il numero di acadiani fosse di ventitremila, mentre dopo la deportazione il numero di ridusse a diecimila. Solo cinque-seimila acadiani riuscirono a sfuggire alle deportazioni. Ci fu anche un tentativo di resistenza acadiana, con a capo Joseph Broussard, detto "Beausoleil", ma non ebbe successo. Negli anni successivi le case degli acadiani furono bruciate dai britannici e la popolazione acadiana fu sostituita da coloni britannici. Nel 1766 una parte di acadiani si trasferì in Louisiana, all'epoca sotto controllo spagnolo, ma fino al 1763 ancora possedimento francese.

## La Grande deportazione in letteratura
Il poeta americano Henry Wadsworth Longfellow immortalò lo storico evento nel suo poema sulla condizione del personaggio romanzesco Evangeline, che divenne molto popolare e rese ben nota la vicenda storica.

### Inglese
- (EN) John Mack Faragher, A Great and Noble Scheme: The Tragic Story of the Expulsion of the French Acadians from Their American Homeland, W. W. Norton & Company, 2005, ISBN 978-0-393-05135-3. URL consultato il 28 luglio 2025.
- Dean Jobb, The Acadians: a people's story of exile and triumph, Wiley Canada, 2005, ISBN 978-0-470-83610-1.
- Moody, Barry (1981). The Acadians, Toronto: Grolier. 96 pages ISBN 0-7172-1810-4
- Rosemary Neering, Life in Acadia, collana Growth of a nation series, Fitzhenry and Whiteside, 1976, ISBN 978-0-88902-180-8.
- Belliveau, Pierre (1972). French neutrals in Massachusetts; the story of Acadians rounded up by soldiers from Massachusetts and their captivity in the Bay Province, 1755-1766, Boston : Kirk S. Giffen, 259 p.
- Griffiths, N.E.S. (1969). The Acadian deportation: deliberate perfidy or cruel necessity?, Toronto: Copp Clark Pub. Co., 165 p.
- Doughty, Arthur G. (1916).  The Acadian Exiles by Arthur G. Doughty - Full Text Free Book (Part 1/3), su www.fullbooks.com. URL consultato il 28 luglio 2025.
- Government of Nova Scotia transcripts from Journal of John Winslow, su gov.ns.ca. URL consultato il 27 settembre 2009 (archiviato dall'url originale l'11 luglio 2012).
- Acadian "French Neutral" Expulsion Die is Cast as Tensions Build During Conflicts Leading to the French and Indian War

### Francese
- LeBlanc, Ronnie-Gilles, ed. (2005). Du Grand dérangement à la Déportation : nouvelles perspectives historiques, Moncton: Chaire d'études acadiennes, Université de Moncton, 465 p.
- Arsenault, Bona and Pascal Alain (2004). Histoire des Acadiens, Saint-Laurent, Québec: Éditions Fides, 502 p.
- Sauvageau, Robert (1987). Acadie : La guerre de Cent Ans des français d'Amérique aux Maritimes et en Louisiane 1670-1769 Paris: Berger-Levrault
- Gaudet, Placide (1922). Le Grand Dérangement : sur qui retombe la responsabilité de l'expulsion des Acadiens, Ottawa: Impr. de l'Ottawa Printing Co.
- d'Arles, Henri (1918). La déportation des Acadiens, Québec: Imprimerie de l'Action sociale